# 温克尔
温克尔（德語：Unkel，發音：[ˈʊŋkl̩] ⓘ）是德国莱茵兰-普法尔茨州新维德县的城市，面积8.16平方千米，2023年12月31日人口为5,041人。